# Joseph Clark
Joseph "Joe" Sill Clark, född 30 november 1861 i Germantown, Pennsylvania, USA, död 14 april 1956, var en amerikansk högerhänt tennisspelare. Clark rankades som en av de fem bästa tennisspelarna i USA perioden 1885-1889 och rankades 1888 som nummer fyra.
Joseph Clark upptogs 1955 i International Tennis Hall of Fame.

## Tenniskarriären
Clark vann singeltiteln i the Intercollegiate Championships 1883 genom att i finalen besegra Richard Sears, som var hans studiekamrat och trefaldig mästare i Amerikanska mästerskapen. Samma år besegrade han tillsammans med sin två år äldre bror Clarence Clark landsmännen Richard Sears och doktor James Dwight i ett flertal dubbelmatcher i Boston och New York. Senare på året reste Joseph och hans bror tillsammans över till England, där de spelade dubbelmatcher bland annat mot de brittiska elitspelarna William och Ernest Renshaw. Amerikanerna lyckades bara vinna ett enda set över britterna. 
År 1885 spelade Clark dubbelturneringen i Amerikanska mästerskapen tillsammans med Sears. Paret vann mästerskapstiteln genom att i finalen besegra Henry Slocum och Percy Knapp (6-3, 6-0, 6-2). Clark var också 1885-1887 singelsemifinalist i Amerikanska mästerskapen. 

## Spelaren och personen
Joseph Clark studerade på Harvard University där han vid sidan av sina juridiska studier också spelade tennis på fritiden. 
Han var 1889-91 president över US Lawn Tennis Association (USLTA). 

## Grand Slam-titlar
- Amerikanska mästerskapen
  - Dubbel - 1885